# Mănăstirea Slătioara (stil nou)
Mănăstirea Slătioara este o mănăstire ortodoxă de maici din România, situată în satul Slătioara din comuna Râșca (județul Suceava) și înființată în anul 1993.

## Istoric
Pentru deservirea necesităților religioase ale credincioșilor ortodocși din satul Slătioara a funcționat o bisericuță de lemn, construită în anul 1797de către Arhimandritul Chiril vietuitor al mănăstirii Râșca, care a devenit cu timpul neîncăpătoare.
În anul 1979, a fost numit ca paroh la Slătioara preotul Vasile Bostan. În condițiile în care statul comunist demola biserici și permitea cu foarte mare greutate construirea altora, iar în satul Slătioara o parte dintre credincioșii ortodocși trecuseră la Biserica Ortodoxă de Stil Vechi din România (care dispunea de o mănăstire, construită după război, chiar sub regimul comunist și care era sediu mitropolitan), părintele Vasile Bostan și soția sa, presbitera Elena, a început la 11 septembrie 1980 construirea unei biserici monumentale de zid .
Biserica s-a construit prin contribuția și jertfa benevolă a credincioșilor ortodocși din localitate, la care s-au adăugat importante ajutoare bănești din partea Mitropoliei Moldovei și Sucevei, păstorită de către IPS Mitropolit Teoctist Arăpașu. Lucrările s-au efectuat sub directa îndrumare a părintelui Vasile Bostan, ajutat de soția sa, presbitera Elena, de arhimandritul mitrofor Teofil Pandele din Galați, epitrop și consilierii parohiali. Mulți enoriași au efectuat muncă voluntară pentru construirea bisericii. Printre cei care au efectuat danii de valori mari este amintită de pisanie familia lui Ilie și Maria Maftei din Slătioara. De asemenea, au făcut donații credincioșii din comuna Boroaia, în frunte cu preotul Alexandru Argatu (fiul părintelui Ilarion Argatu), și cei din Brăila.
Meșterii zidari care au construit biserica au fost din comuna Boroaia. Pictura bisericii în tehnica frescă a fost începută în anul 1985  de pictorul bisericesc prof. Constantin Călinescu din Iași (1907-1985) și de ucenica sa, Iulia Handragel din Mălini, iar după moartea profesorului a fost continuată de ucenică și de presbitera Elena.
Biserica a fost sfințită la data de 11 septembrie 1988 de către P.S. episcopi Pimen Suceveanul, Episcop Vicar al Arhiepiscopiei Iașilor, Eftimie Luca, Episcop al Romanului și Hușilor, și Arhimandritul Mitrofor Teofil Pandele din Galați, înconjurați de protoiereul locului Vasile Hrestic și de un sobor de peste 40 de preoți, diaconi și mulțime mare de popor. Biserica are hramul "Sfinții Voievozi Mihail și Gavriil", dar și "Sfinții Împărați Constantin și Elena".
Pentru vrednicia sa, preotul Vasile Bostan a fost decorat cu cea mai înaltă distincție din Patriarhie: iconom stavrofor cu cruce patriarhală.
Deasupra intrării în biserică se află o placă de marmură cu următoarea inscripție:
“Cu vrerea Tatălui cu ajutorul Fiului și cu săvîrșirea Duhului Sfînt, ziditu-s-a din temelie acest  sfînt lăcaș în satul Slătioara, com. Rîșca, jud. Suceava, cu hramul Sfinților Trei Ierarhi – Vasile cel Mare, Grigorie de Dumnezeu cuvîntătorul și Ioan Gură de Aur,  între anii 1980-1988
Lucrările s-au desfășurat prin contribuția și jertfa binevolă a binecredincioșilor creștini ortodocși din localitate și de pretutindenea, la care se adaugă importante ajutoare bănești din partea Sfintei Mitropolii Iași, acordate prin generozitatea și bunătatea părintească a Prea Fericitului Părinte Teoctist – Patriarhul Bisericii Ortodoxe Române.
Întreaga desfășurare a lucrărilor s-a efectuat sub directa îndrumare a vrednicului preot  paroh Vasile Bostan, ajutat de presbitera Elena, arhimandritul mitrofor Teofil Pandele, epitrop și consilierii parohiei și munca voluntară a multor enoriași.
În șirul binecuvîntat al numeroșilor donatori se înscrie și familia lui Ilie și Maria Maftei din Slătioara prin dania ce au făcut-o pentru ridicarea acestui sfînt lăcaș.
Pictura bisericii executată în tehnica frescă a fost începută de pictorul bisericesc profesor Constantin Călinescu din Iași și continuată de ucenica sa pictor Iulia Handragel din Mălini.
Sfințitu-s-a acest sfînt lăcaș în ziua de 11 luna septembrie anul mîntuirii 1988: de către P.P. Sfințiții Episcopi Pimen Suceveanul – arhiereu vicar al Mitropoliei Moldovei și Sucevei, Eftimie episcop al Romanului și Hușilor, arhimandrit mitrofor Teofil Pandele din Galați, înconjurați de protoireul locului Vasile Hrestic, preoți, diaconi și mulțiume mare de popor.”
În anul 1993, la inițiativa preotului Vasile Bostan și cu aprobarea Sf. Sinod al Bisericii Ortodoxe Române, biserica de mir a fost transformată în mănăstire cu obște de maici. Începând cu 1mai 2021 funcționează cu program monahal în biserica de lemn din curtea incintei.

## Arhitectura complexului
Incinta mănăstirească este înconjurată de un zid din bolovani de piatră, având spre stradă o poartă metalică. Aleea de la poartă la biserică este din beton și are 100 m lungime și 3 m lățime. De asemenea, există o alee betonată de la biserică la clădirea stăreției. De-a lungul aleilor sunt straturi cu flori.
Biserica cu hramul Sf. Trei Ierarhi imită arhitectura Mănăstirii Dragomirna și a Mănăstirii Sfinții Trei Ierarhi din Iași. Biserica are formă de cruce, este acoperită cu tablă zincată și are pardoseală din mozaic venețian .
Interiorul bisericii este compus din altar, naos, pronaos și pridvor. Pridvorul este închis și pictat. Intrarea în biserică se face prin partea de vest, pe o ușă masivă de stejar, cu grilaj din fier în interior și cu stâlpi din piatră de râu.
La marginea pridvorului, pronaosul are deasupra sa două turle octogonale oarbe, așezate în dreapta și stânga sa pe o bază pătrată și una stelată. Turlele sunt luminate de câte opt ferestre și au deasupra lor trei rânduri de firide, între care se află decorații sculpturale. Pe baza pătrată se află un alt rând de firide. Pronaosul este luminat de câte două ferestre cu boltă semicirculară pe fiecare parte. În pronaos se află și un balcon pentru cor.
Naosul bisericii are două abside largi și este luminat de câte o fereastră plasată pe abside. Deasupra naosului se află o turlă octogonală mare, luminată de opt ferestre mari, terminate în arc. Ea se află așezată pe trei baze: una pătrată și două stelate, fiecare având firide. Deasupra ferestrelor se află trei rânduri de firide, între care se află decorații bogate.
Altarul este spațios, fiind luminat de 3 ferestre (une pa absidă și alte două pe lateral). Catapeteasma este confecționată din lemn de stejar și tei.
Pe fațada exterioară a bisericii se află motive ornamentale turnate din praf de marmură, ciment alb și armătură de fier-beton, care le imită pe cele de la Mănăstirea "Sf.Trei Ierarhi" din Iași (confecționate din piatră) . Decorațiunile exterioare au fost făcute după modele prelucrate în ipsos de preotul Vasile Bostan și de presbitera Elena . Pe fațadă, biserica este înconjurată de un brâu format din patru muluri (la 2/3 din înălțimea bisericii), deasupra căruia se află firide terminate în arc, ornamentate cu stucaturi.
Pictura bisericii este executată în tehnica frescă, fiind opera profesorului Constantin Călinescu din Iași și a ucenicei sale, Iulia Handragel. Printre frescele din biserică este de menționat icoana Sf. Trei Ierarhi pictată la intrarea in pridvor, deasupra brâului torsionat. Pe pereții de sud și nord ai pronaosului sunt pictati toti sfinții români, printre care și Sf. Ioan Iacob de la Neamț - Hozevitul (acesta fiind canonizat abia în 1992). de asemenea, pe bolta pronaosului, sunt pictate 20 de mănăstiri importante din Moldova .
La 20 m nord-vest de pridvorul bisericii, a fost construit un turn-clopotniță înalt de 25 metri, după modelul celui de la Mănăstirea Putna. Turnul este construit din zid și trei etaje plus cupola.
La 50 m vest de biserică se află clădirea stăreției (fosta casă parohială). Clădirea este din zid, are un etaj și este acoperită cu tablă zincată. Ea mai adăpostește și trapeza, bucătăria, chiliile, camera oficială și salonul pentru primirea oaspeților.
În curtea bisericii de lemn se află mormântul pictorului prof. Constantin Călinescu (1 mai 1907 - 2 noiembrie 1985), care a început pictura lăcașului de cult.

## Fotogalerie

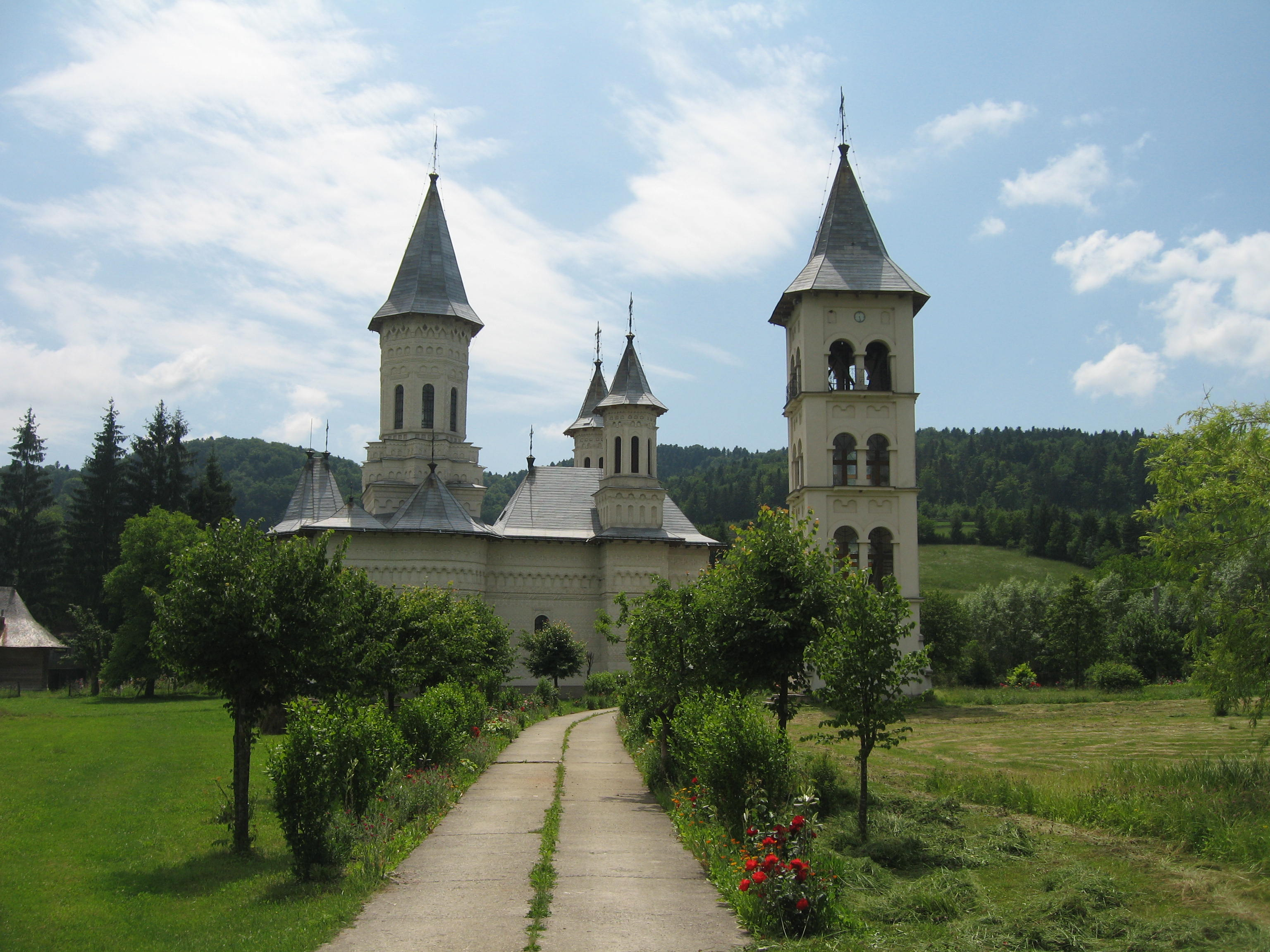
Mănăstirea Slătioara
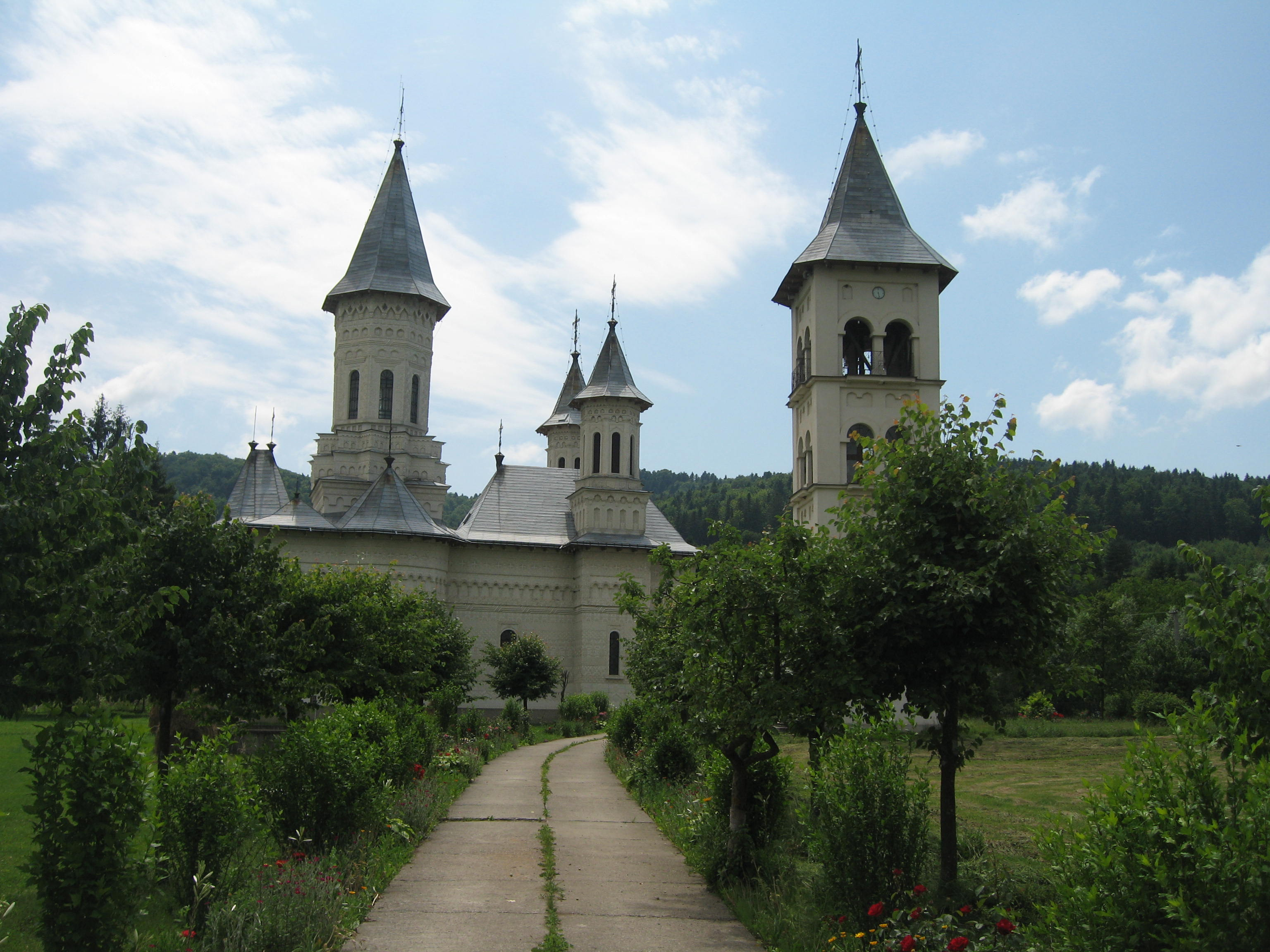
Mănăstirea Slătioara
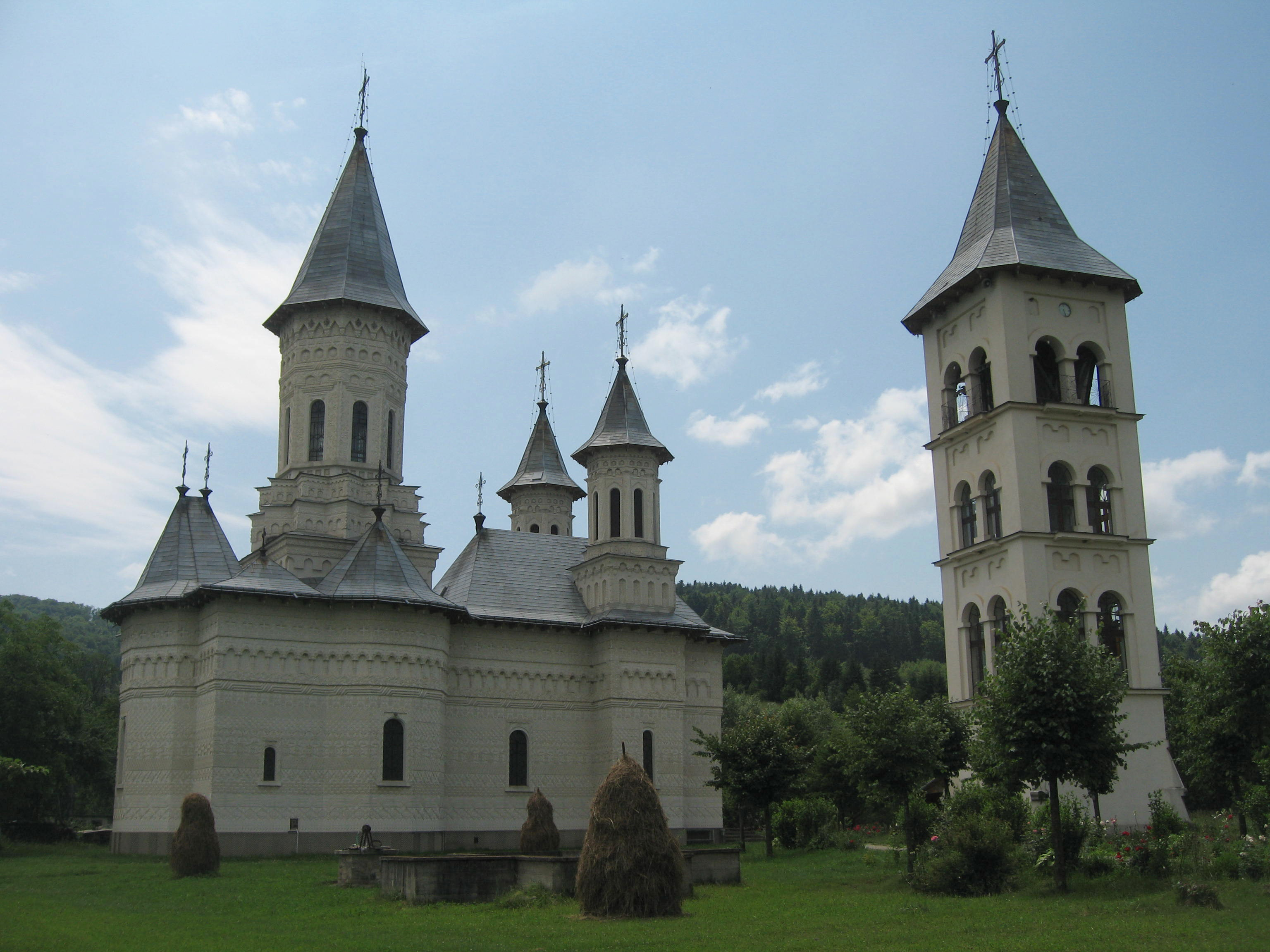
Mănăstirea Slătioara
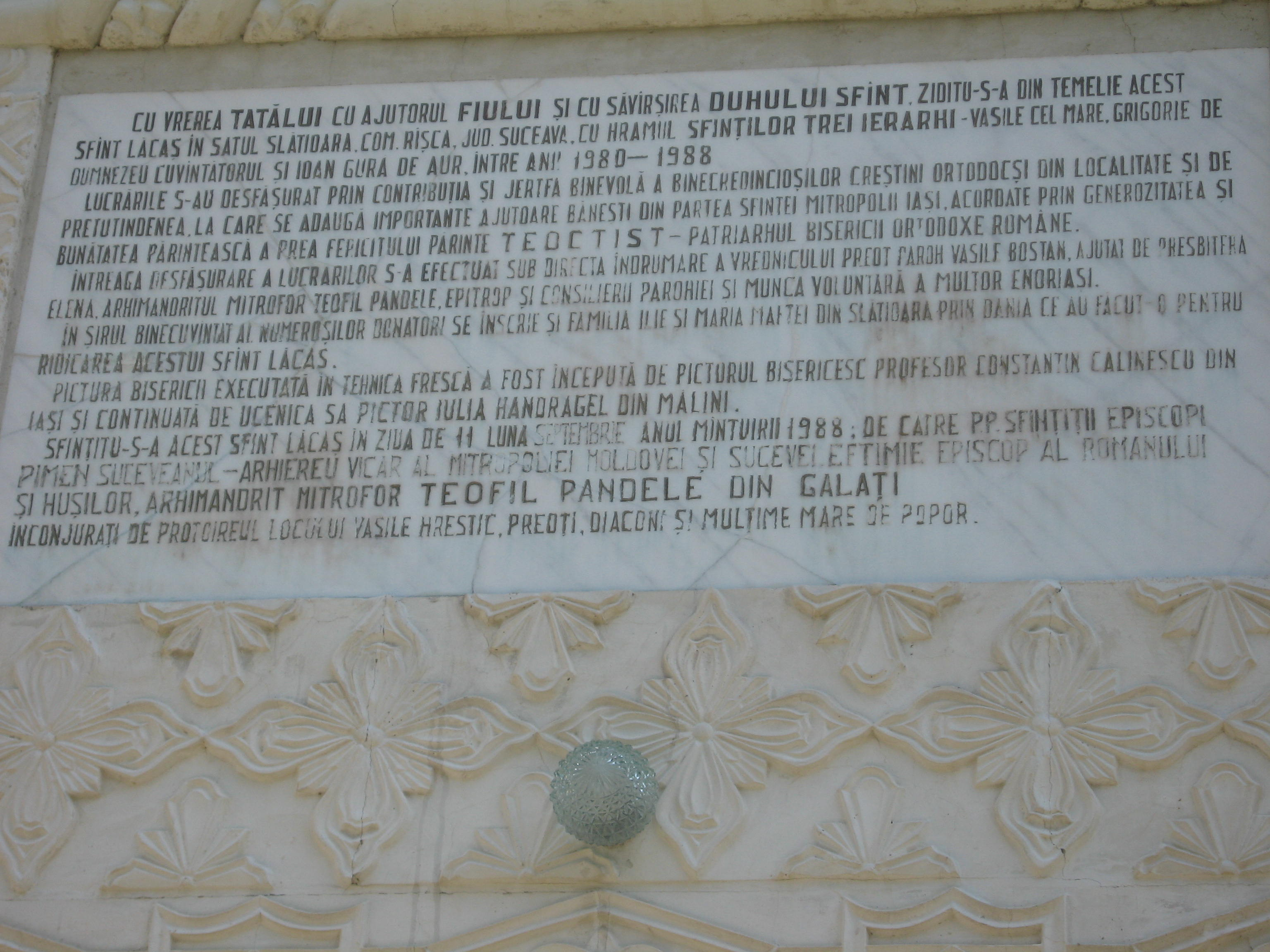
Pisania bisericii
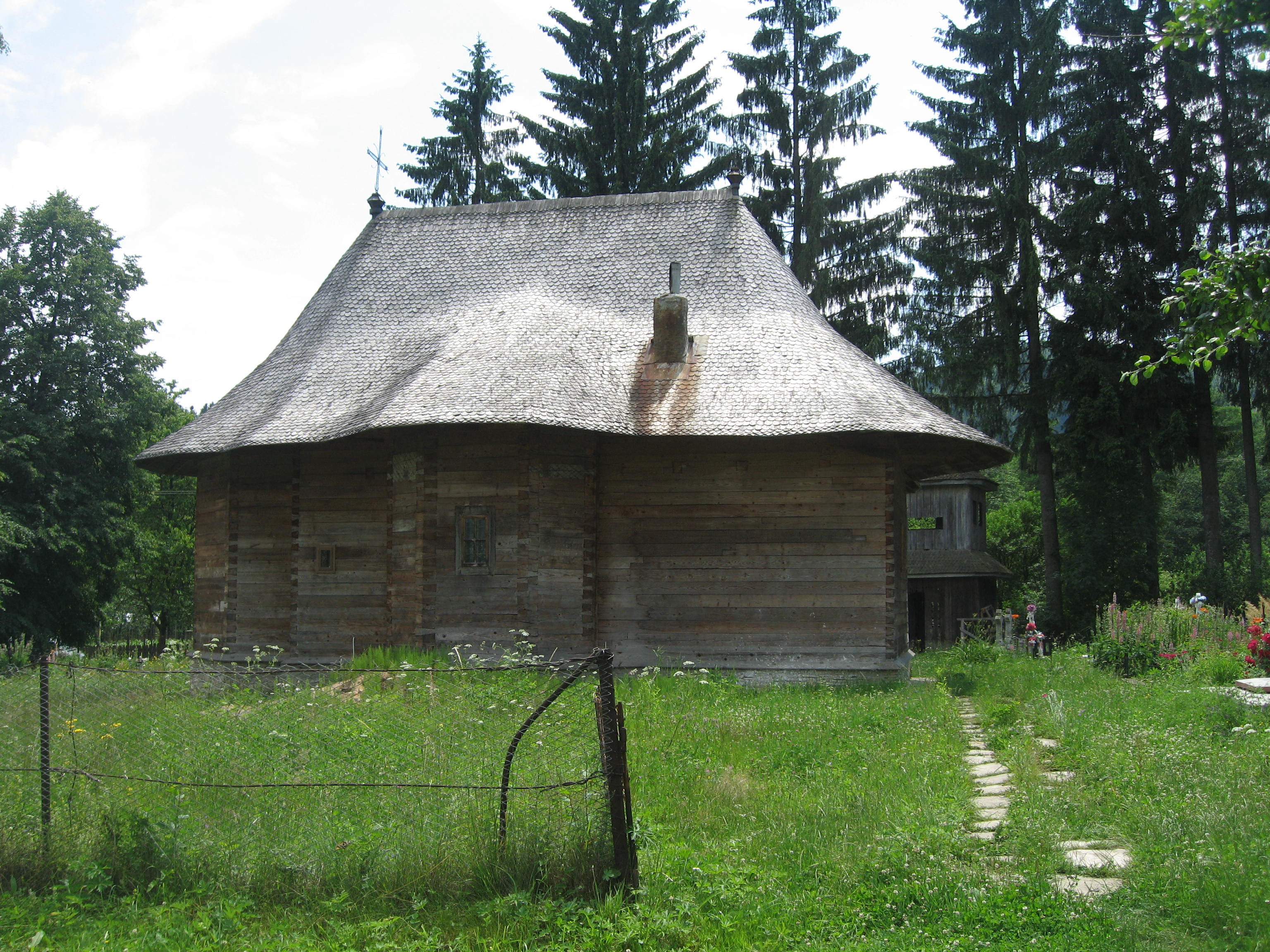
Biserica de lemn din Slătioara
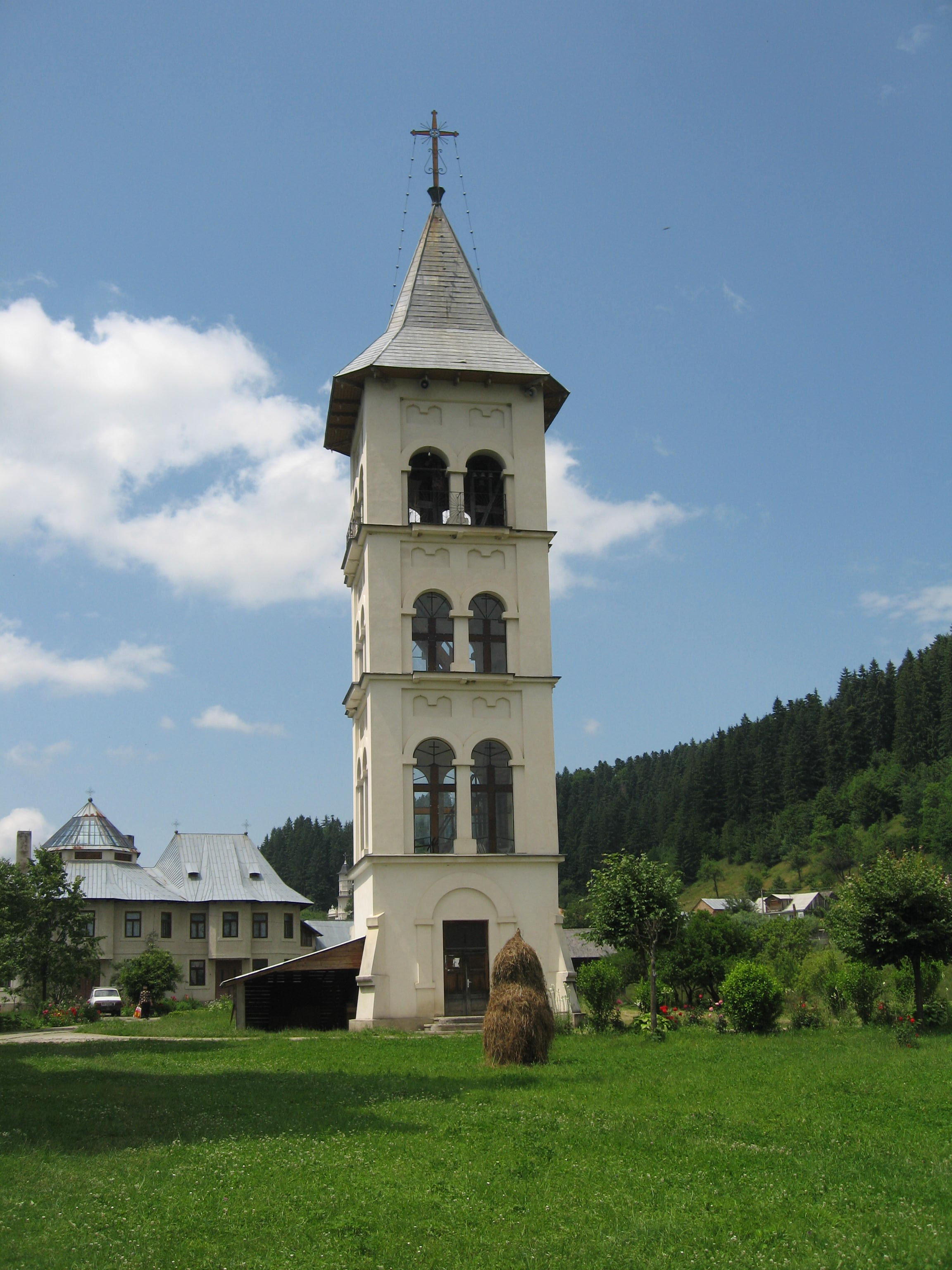
Turnul clopotniţă
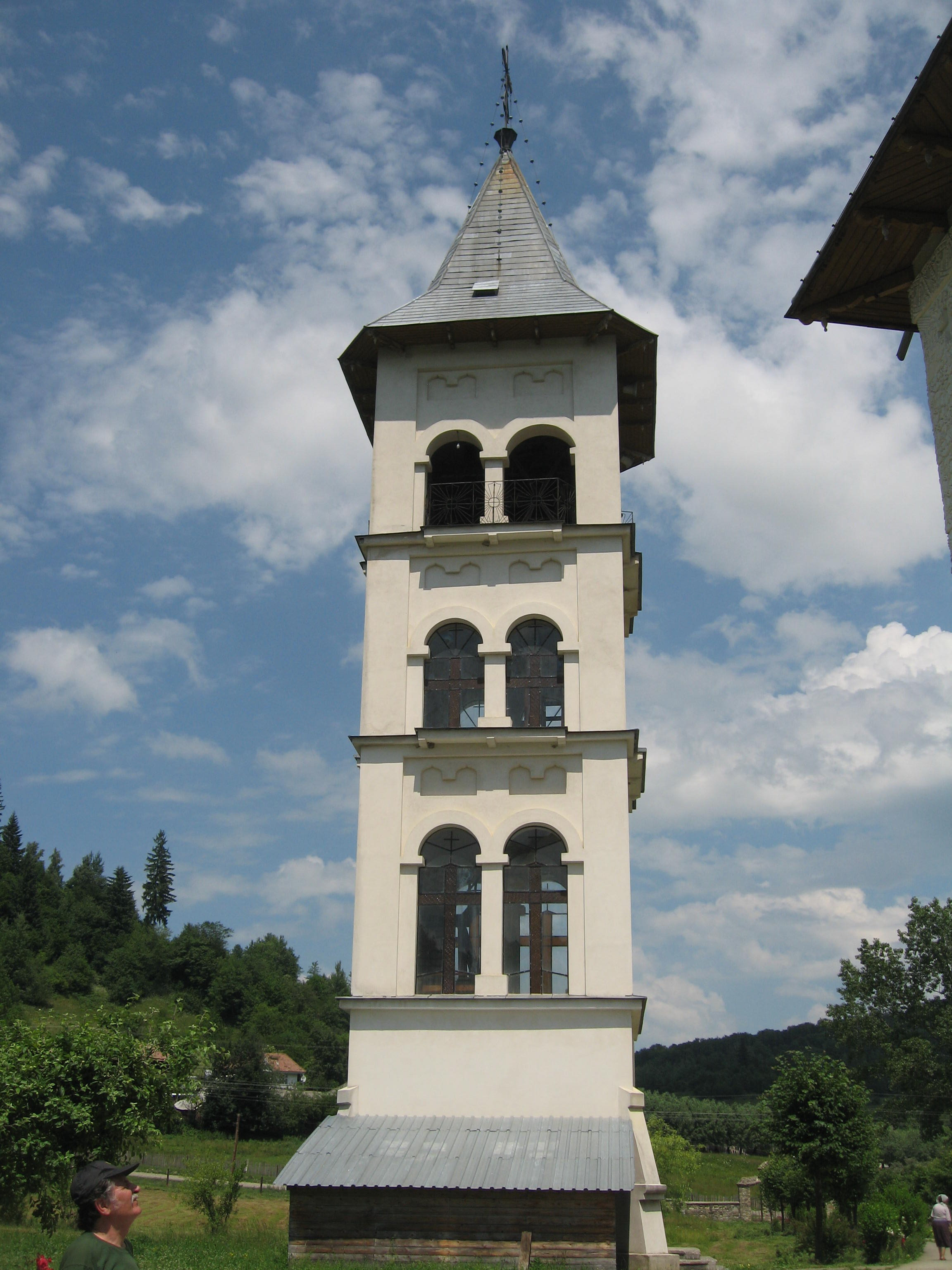
Turnul clopotniţă
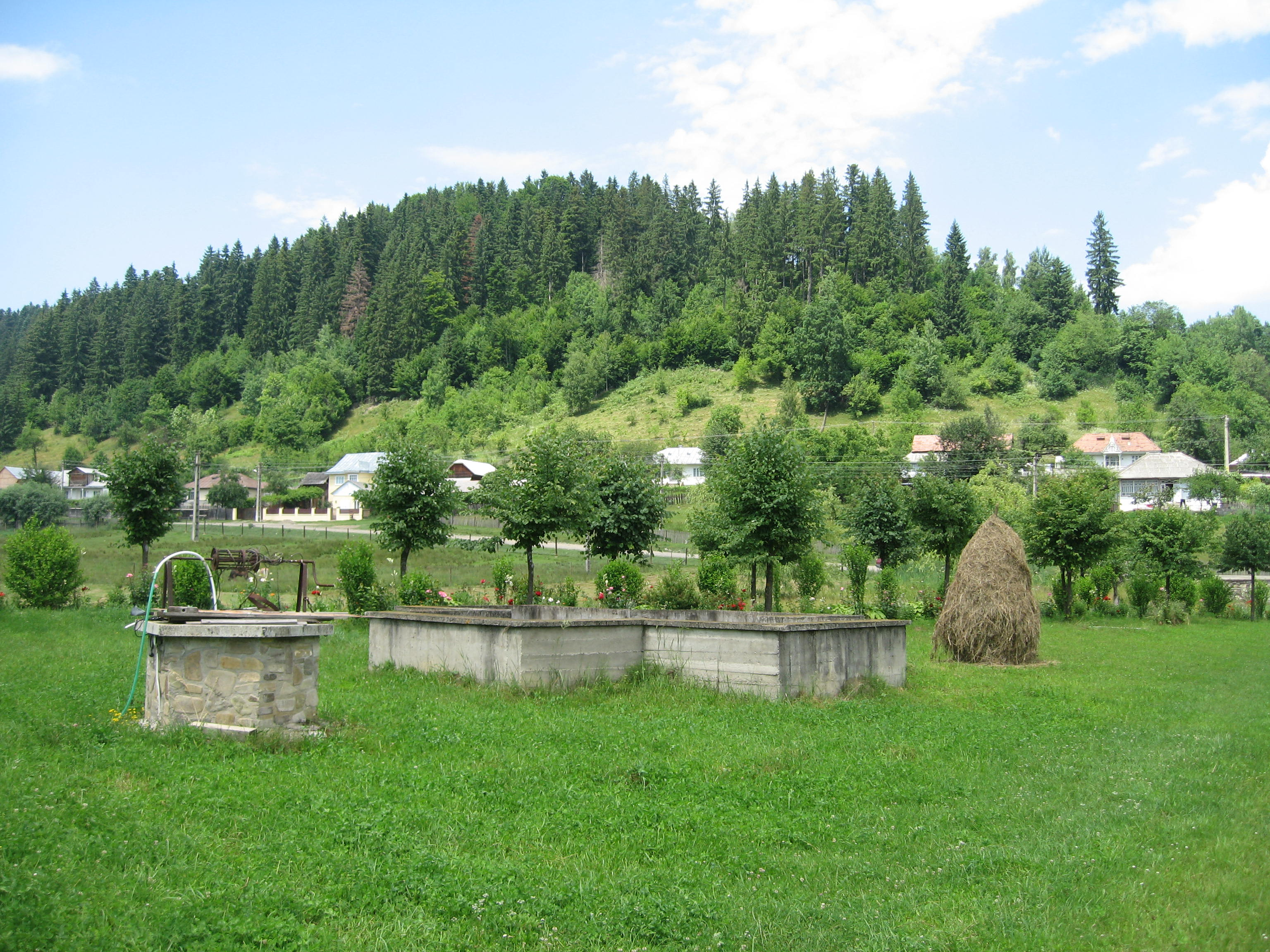
Construcţii viitoare în curtea bisericii
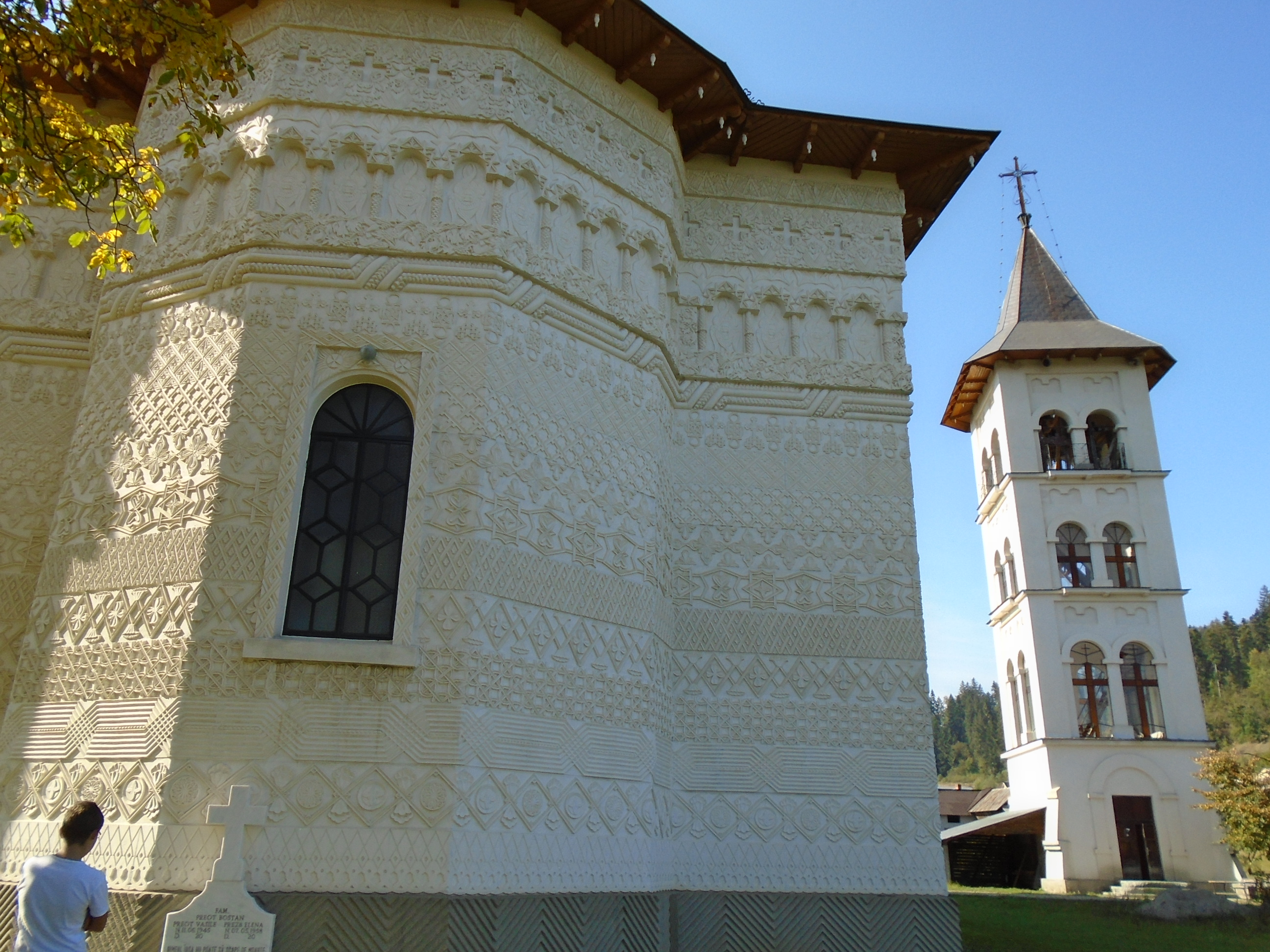
Detaliu biserică şi turnul clopotniţei
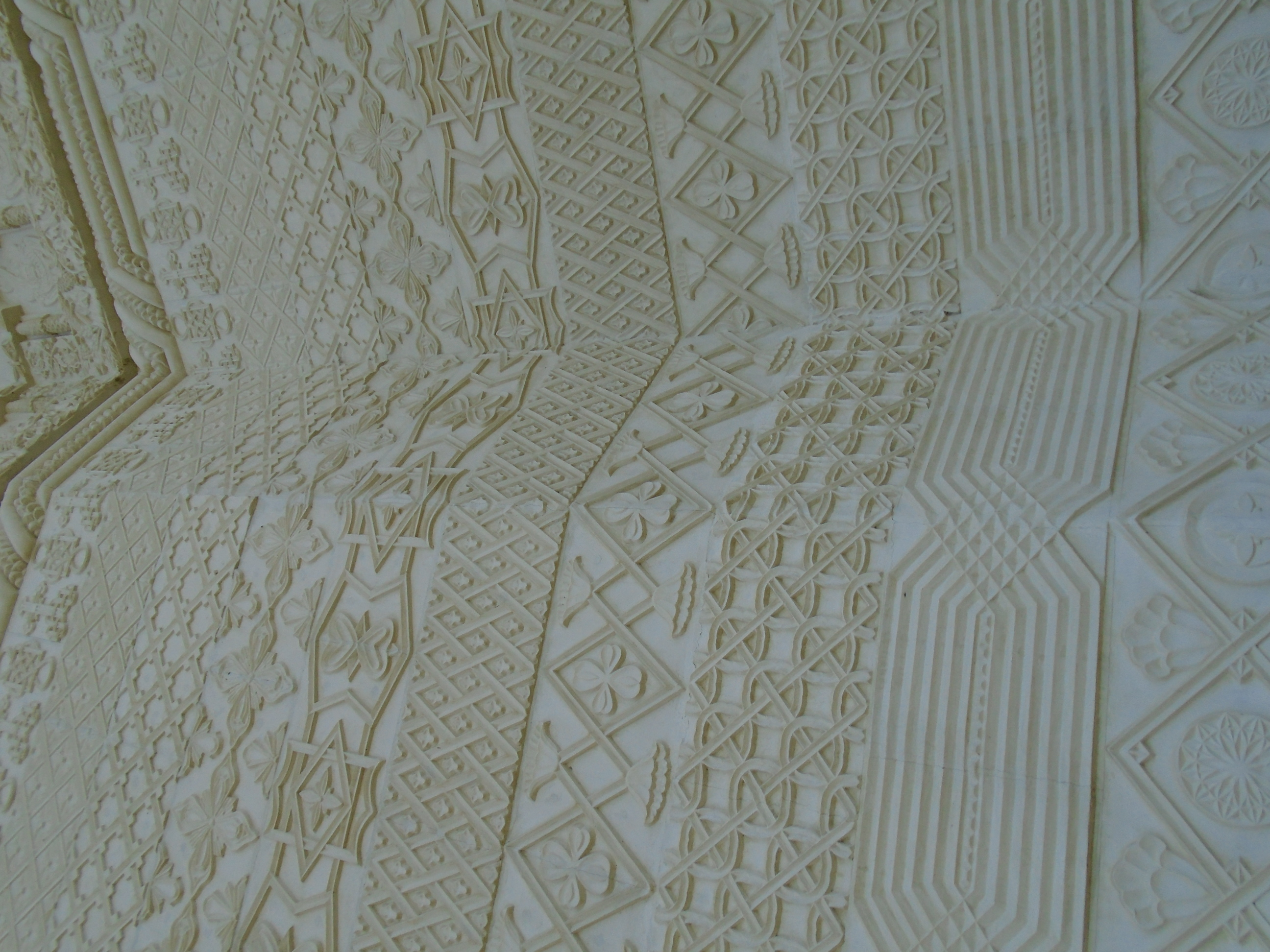
detaliu